# Reginald Robinson Lee
Reginald Robinson Lee (19. května 1870 Benson – 6. srpna 1913 Southampton) byl britský námořník, který v dubnu 1912 sloužil jako člen hlídky na Titanicu. Když se loď 14. dubna 1912 ve 23.40 střetla s ledovcem, měl spolu s Frederickem Fleetem službu ve vraním hnízdě. Oba potopení lodi přežili.

## Život

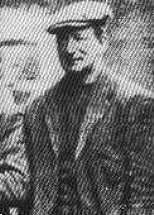
Reginald Robinson Lee (datum pořízení fotografie neznámé)

Narodil v anglickém Bensonu a až do února 1900, kdy byl zařazen na seznam vysloužilců, sloužil u královského námořnictva jako asistent velitele.
K posádce Titanicu se připojil 6. dubna 1912, kdy byl převelen ze sesterské lodi RMS Olympic. Dne 14. dubna ve 22.00 se přidal k hlídači Fredericku Fleetovi ve vraním hnízdě, kde nahradil Archieho Jewella a George Symonse. Dalekohledy nebyly k dispozici, neboť klíče od pouzdra, v němž byly uzamčeny, se nenacházely na palubě, a tak se pozorovatelé museli spolehnout na svůj vlastní zrak – je však pochybné, že by použití dalekohledů pomohlo ledovec včas zpozorovat a katastrofu odvrátit.
Když se Titanic začal potápět, dostal rozkaz obsadit záchranný člun č. 13, jenž byl spuštěn z pravoboku lodi v 01.30. Díky tomu katastrofu přežil, stejně jako Fleet, a vypovídal před vyšetřovací komisí Board of Trade.
Na moře se vrátil, naposledy sloužil na palubě lodi Kenilworth Castle a 6. srpna 1913 zemřel v Southamptonu na komplikace způsobené zápalem plic.

## Ztvárnění
- Martin East (1997) Titanic